# Marzena Czarnecka
Marzena Czarnecka, née le 17 novembre 1969 à Zabrze, est une femme politique polonaise. 
Elle est ministre de l'Industrie au sein du gouvernement de Donald Tusk.

## Biographie
Elle est docteure et enseignante à l'Université d'économie de Katowice, chargée de la conversion énergétique.